# Groupe Mimran
Die Groupe Mimran ist eine in Monaco ansässige Unternehmensgruppe. Es handelt sich um ein Familienunternehmen, das seit 1975 von Jean-Claude Mimran geleitet wird. Ihr Kerngeschäft ist die Herstellung von Lebensmitteln in Senegal und Elfenbeinküste.

## Unternehmensdaten
Die Unternehmensgruppe umfasst im Kern drei Gesellschaften:
- Compagnie Sucrière Sénégalaise (CSS) in Richard Toll
- Grands Moulins de Dakar (GMD), beide in Senegal
- Grands Moulins d’Abidjan (GMA) in Elfenbeinküste

Die Gruppe beschäftigt (Stand: 2016) 6700 Arbeitskräfte, verarbeitet jährlich 530.000 Tonnen Weizen, produziert 100.000 Tonnen Zucker, 600.000 Tonnen Mehl, 110.000 Tonnen Tierfutter und 8.000.000 Liter Bio-Ethanol. Sie ist nach dem Staat der größte Arbeitgeber in Senegal.

## Geschichte

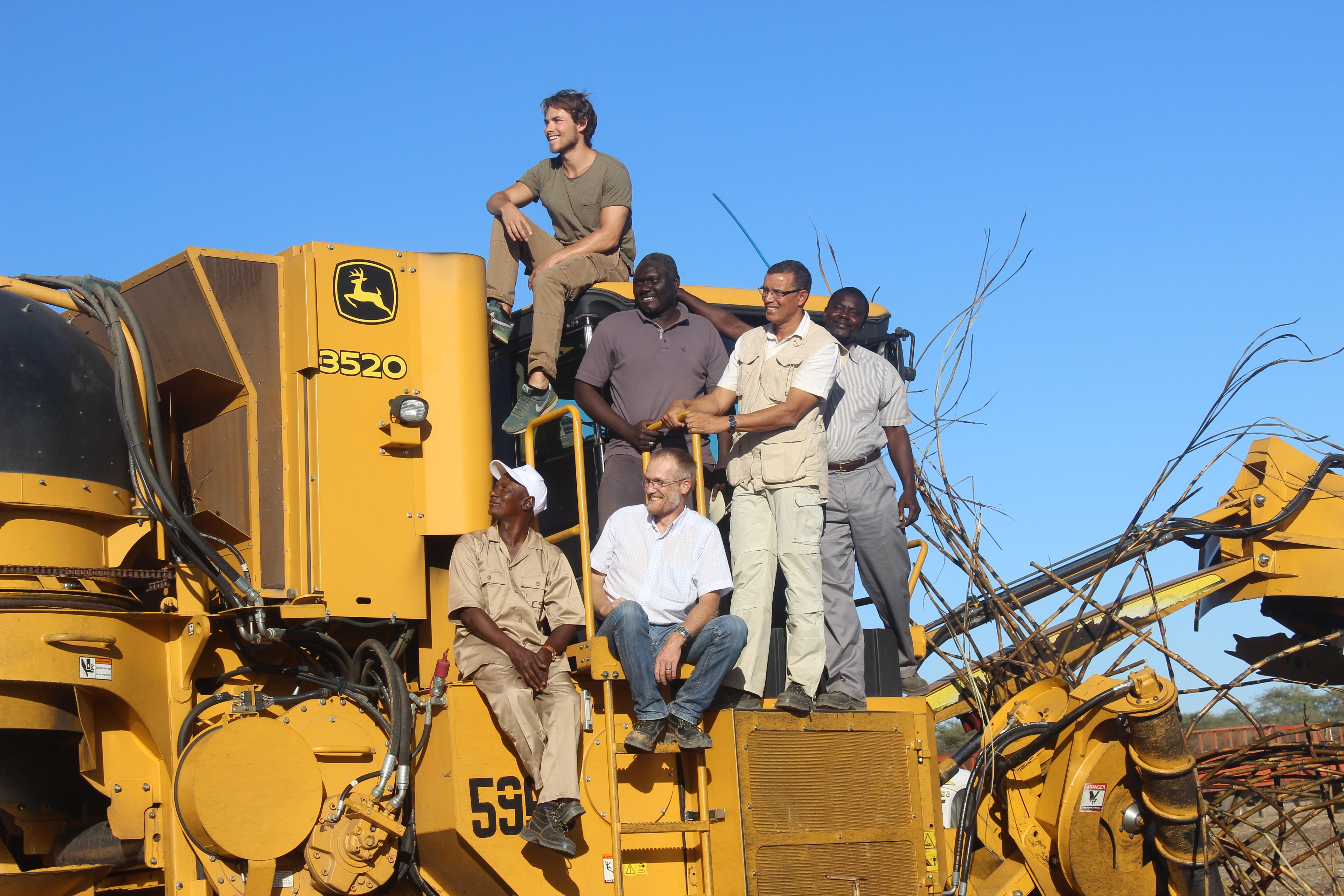
Nachson Mimran und Mitarbeiter in Richard Toll auf einer Zuckerrohr-Erntemaschine

Der in Algerien geborene Gründer der Gruppe, Jacques Mimran, der als Algerienfranzose und sephardischer Jude in bescheidenen Verhältnissen aufwuchs, war Leiter mehrerer Getreidemühlen in Marokko, bevor er sein Ziel verwirklichte, große Industriemühlen in den wachsenden urbanen Zentren Subsahara-Afrikas zu errichten. 1946 begann er mit dem Aufbau der Grands Moulins de Dakar. 1963 folgten die Grands Moulins d’Abidjan.
Ab 1970 begann in der Schwemmlandebene des Senegal-Stroms um Richard Toll das Projekt der Compagnie Sucrière Sénégalaise, eines großen agro-industriellen Komplexes mit Zuckerrohrplantage und Fabrik zur Gewinnung von Melasse, Zucker und Ethanol. Als Jacques Mimran mitten in der Aufbauphase 1975 verstarb, sagte der damalige Präsident des Senegal, Leopold Sedar Senghor, dass er der eigentliche Gründer der senegalesischen Industrie sei. Sein Sohn Jean-Claude Mimran führte das Projekt in Richard Toll zum Erfolg, nicht zuletzt weil durch die Aktivitäten der Organisation pour la mise en valeur du fleuve Sénégal ab 1972 und durch die Fertigstellung des Diama-Damms 1986 sowie eines 16 Kilometer langen Verbindungskanals zwischen dem Senegal-Fluss und dem für das ganze Land eminent wichtigen Süßwasserspeicher Lac de Guiers die Versorgung der Plantage und der ganzen Stadt mit Süßwasser ganzjährig sichergestellt werden konnte.
An der Unternehmensgruppe sind auch die zwei Brüder von Jean-Claude Mimran beteiligt. In der dritten Generation setzt sich die Familiengeschichte mit den Enkeln David und Nachson fort, die ihr Engagement für Afrika übernommen und verstärkt haben, wo die Gruppe ein mächtiges Instrument für die wirtschaftliche und soziale Entwicklung ist.
Neben Dienstleistungen und Bankgeschäften umfasst die Unternehmensgruppe auch die kanadische Minengesellschaft Teranga Gold, die seit 2009 in der südsenegalesischen Region Kédougou im Tagebau bei Sabodala eine Goldmine betreibt. Auch Phosphatminen sind Unternehmensbestandteile; ferner bleibt das Hotel „The Alpina Gstaad“ zu nennen.
2018 wurden die Mühlenbetriebe in Dakar und Abidjan an Seaboard verkauft.